# Robert Bertie, 1.º Conde de Lindsey
Robert Bertie, 1.º Conde de Lindsey KG (16 de dezembro de 1582 – 24 de outubro de 1642), anteriormente (de 1601 a 1626) 14.º Barão Willoughby de Eresby foi um nobre, soldado e cortesão inglês. 

## Vida pregressa
Robert Bertie era filho de Peregrine Bertie, 13.º Barão Willoughby de Eresby (n. 12 de outubro de 1555 - d. 25 de junho de 1601) e Maria de Vere, filha de John de Vere, 16.º Conde de Oxford, e Margery Golding. A rainha Elizabeth I era sua madrinha, e dois de seus condes favoritos (Robert Dudley, 1.º Conde de Leicester, e Robert Devereux, 2.º Conde de Essex), cujo nome cristão ele tinha, eram seus padrinhos.
Ele fez parte da expedição de Essex a Cádiz,  e depois serviu na Holanda, sob o comando de Maurício de Nassau, Príncipe de Orange. Ele recebeu até mesmo o comando temporário das forças inglesas durante o Cerco de Rheinberg no verão de 1601.  As longas guerras continentais durante o reinado pacífico do Rei Jaime I foram tratadas pela nobreza inglesa como escolas de armas, já que algumas campanhas eram consideradas um final elegante para a educação de um cavalheiro. 
Ele sucedeu seu pai como Barão Willoughby de Eresby em 1601. Mais tarde, em 22 de novembro de 1626, ele foi nomeado Conde de Lindsey e recebeu o título em homenagem às Partes de Lindsey, Lincolnshire, que fazia parte do antigo Reino de Lindsey.

## O empreendedor
O Lindsey Level em The Fens, entre o Rio Glen e The Haven, em Boston, Lincolnshire, recebeu o nome em homenagem ao primeiro Conde de Lindsey, pois ele foi o principal aventureiro em sua drenagem. O trabalho de drenagem foi declarado concluído em 1638, mas o projeto foi negligenciado com o início da Guerra Civil, fazendo com que a terra voltasse ao seu antigo estado. Quando foi drenado novamente, mais de cem anos depois, foi chamado de Nível da Comporta Negra. Há mais informações no artigo Twenty, Lincolnshire.

## A Guerra Civil Inglesa
Assim que Lorde Lindsey começou a temer que as disputas entre o Rei, Carlos I e o Parlamento terminassem em guerra, ele começou a exercitar e treinar seus arrendatários em Lincolnshire e Northamptonshire, dos quais formou um regimento de infantaria.

## Morte
Lorde Lindsey levou um tiro no fêmur e caiu. Ele foi imediatamente cercado pela cavalaria Roundhead; mas seu filho, Lorde Willoughby, vendo o perigo, lançou-se sozinho entre eles, forçou a passagem e levantou seu pai em seu braço, ignorando sua própria segurança. A multidão de Roundheads ao redor gritou para que ele se rendesse e, entregando rapidamente sua espada, ele carregou o conde até o galpão mais próximo e o deitou em um monte de palha, tentando em vão estancar o sangue sob a vigilância de um guarda Roundhead.
Era uma noite muito fria, e o vento gelado soprava uivando na escuridão. O próprio Lorde Lindsey murmurou: "Se Deus quiser que eu sobreviva, nunca mais lutarei no mesmo campo com garotos!" — sem dúvida considerando que o jovem Rupert havia causado todo o mal. Seus pensamentos estavam todos na causa, e os do filho, todos nele. Foi impossível estancar o sangramento dos ferimentos e, aos poucos, a força do velho foi se esvaindo.
Por volta da meia-noite, o velho camarada do conde, Essex, recebeu notícias de sua condição e enviou alguns oficiais para procurá-lo e prometer atendimento cirúrgico rápido. Lindsey ainda estava cheio de ânimo e falou com eles tão fortemente sobre a fé quebrada e sobre o pecado da deslealdade e rebelião, que eles se esgueiraram um por um para fora da cabana e dissuadiram Essex de ir pessoalmente ver seu velho amigo, como ele pretendia. O cirurgião, no entanto, chegou, mas tarde demais. Lindsey já estava tão exausto pelo frio e pela perda de sangue que morreu na manhã de 24 de outubro de 1642, enquanto era carregado pelos portões do Castelo de Warwick, onde outros prisioneiros realistas estavam sendo mantidos. Seu filho, apesar dos esforços do Rei Carlos para obter sua troca, permaneceu prisioneiro do lado parlamentar por cerca de um ano.  Lindsey está enterrado na Igreja de São Miguel e Todos os Anjos, Edenham, Lincolnshire. 
Lorde Lindsey não deve ser confundido com Ludovic Lindsay, 16.º Conde de Crawford, que também lutou pelo Rei na Batalha de Edgehill.

## Casamento e descendências
Em 1605, Lindsey casou-se com Elizabeth Montagu (falecida em 30 de novembro de 1654, irmã de Edward Montagu, 1.º Barão Montagu de Boughton). Eles tiveram treze filhos:
- Montagu Bertie, 2.º conde de Lindsey (1608–1666)
- Hon. Sir Roger Bertie (falecido em 15 de outubro de 1654), casou-se com Ursula Lawley, filha de Sir Edward Lawley
- Hon. Robert Bertie (1 de janeiro de 1619 – 1708), casou-se primeiramente com Alice Barnard, em segundo lugar com Elizabeth Bennet e em terceiro lugar com Mary Halsey
- Exmo. Sir Peregrine Bertie, casado com Anne Hardeby
- Capitão Hon. Francis Bertie (falecido em 1641), morto na Irlanda
- Capitão Hon. Henry Bertie (falecido em 1643), morto na Primeira Batalha de Newbury
- Hon. Vere Bertie, morreu solteiro
- Hon. Edward Bertie (17 de outubro de 1624 – 25 de dezembro de 1686)
- Lady Katherine Bertie, casou-se por volta de 1631 com Sir William Paston, 1.º Baronete, um filho, Robert Paston, 1.º Conde de Yarmouth
- Lady Elizabeth Bertie (falecida em 28 de fevereiro de 1684), casou-se em 1661 com Sir Miles Stapleton
- Lady Anne Bertie (falecida em 1660), morreu solteira
- Lady Mary Bertie, casou-se primeiramente com o Rev. John Hewett (falecido em 1658) e, em segundo lugar, com Sir Abraham Shipman
- Lady Sophia Bertie, casou-se com Sir Richard Chaworth

O cargo de Lorde Grande Camareiro passou para ele após a morte de seu primo Henry de Vere, 18.º Conde de Oxford, como sendo o herdeiro mais próximo do sexo masculino.

## Links externos
Media relacionados com Robert Bertie, 1.º Conde de Lindsey no Wikimedia Commons